# Amynthas mekongianus
Amynthas mekongianus ist der Name einer Art von Wenigborstern aus der Familie der Megascolecidae (Riesenregenwürmer) in der Ordnung der Crassiclitellata (Regenwürmer im weiteren Sinne), die im Tal des Mekong verbreitet ist und eine Länge von fast 3 m erreichen kann.

## Merkmale
Amynthas mekongianus wird oft 2 m, ausnahmsweise auch fast 3 m lang und am 5. Segment 8 mm bis 1 cm, am Schwanzende 4 mm breit, wobei ausgewachsene Tiere etwa 370 oder auch bis zu 580 Segmente haben. Die Haut des Riesenregenwurms hat eine graue Färbung mit einem dunkleren Rücken und einem dunkelbraunen Clitellum. Um jedes Segment herum sitzen in einer Ringlinie zahlreiche Borsten, am 2. Segment 46 mit einer breiten bauchseitigen Unterbrechung, an den folgenden bis zum 25. Segment etwa 100. Die rund 0,4 mm langen und 0,02 mm dicken, geradlinigen Borsten haben ein zur Spitze hin verschobenes Knötchen. Die beiden männlichen Geschlechtsöffnungen der Zwitter sitzen am 17. oder 18. Segment etwa ein Sechstel des Umfangs voneinander entfernt auf knötchenartigen Penissen, die mehr seitwärts als mittig gestreckt sind und zwischen denen sich 10 Borsten befinden. Die unpaare weibliche Geschlechtsöffnung sitzt bauchseitig am 13. oder 14. Segment. Das Tier hat vier Paar Receptacula seminis, die an leicht vorspringenden Lippen zwischen den Übergängen der Segmente vom 4. zum 5. bis zu dem vom 7. zum 8. Segment nach außen führen. Es fehlen ebenso Genitalpapillen wie Kopulationsborsten.
Der Vorderdarm hat im 7. Segment einen Kaumagen, während der Mitteldarm im 14. Segment beginnt und ein Paar einfache fingerförmige Blindsäcke hat, die sich vom 26. bis zum 21. Segment erstrecken. Der Darm hat keinerlei Kalkdrüsen.

## Verbreitung, Lebensraum und Lebensweise
Amynthas mekongianus ist im Flussgebiet des Mekong (Vietnam, Kambodscha, Laos, Thailand) verbreitet, wo er in den sandigen Uferbereichen häufig ist und sich bis in 40 cm Tiefe eingräbt. Wie andere Crassiclitellaten ist er ein Substratfresser, der die organischen Bestandteile des verschluckten Substrats verdaut.